# Armeria transmontana
Armeria transmontana é uma espécie de planta com flor pertencente à família Plumbaginaceae. 
A autoridade científica da espécie é (Samp.) G.H.M.Lawrence, tendo sido publicada em Agron. Lusit. xii. 303, 380 (1950).

## Portugal
Trata-se de uma espécie presente no território português, nomeadamente em Portugal Continental.
Em termos de naturalidade é endémica da Península Ibérica.

## Protecção
Não se encontra protegida por legislação portuguesa ou da Comunidade Europeia.